# Албрехт Волфганг фон Хоенлое-Лангенбург
Албрехт Волфганг фон Хоенлое-Лангенбург (на немски: Albrecht Wolfgang von Hohenlohe-Langenburg) е граф на Хоенлое-Лангенбург (1699 – 1715).

## Биография
Роден е на 6 юли 1659 година в Лангенбург. Той е най-възрастният син на граф Хайнрих Фридрих фон Хоенлое-Лангенбург (1625 – 1699) и втората му съпруга графиня Юлиана Доротея фон Кастел-Ремлинген (1640 – 1706), дъщеря на граф Волфганг Георг фон Кастел-Ремлинген (1610 – 1668).
По-малките му братя са Христиан Крафт (1668 – 1743), граф на Хоенлое-Ингелфинген, и Фридрих Еберхард (1672 – 1737), граф на Хоенлое-Кирхберг.
Албрехт Волфганг се жени на 22 август 1686 г. в Лангенбург за графиня София Амалия фон Насау-Саарбрюкен (* 19 септември 1666, Саарбрюкен; † 29 октомври 1736, Лангенбург), дъщеря на граф Густав Адолф фон Насау-Саарбрюкен (1632 – 1677) и съпругата му графиня Елеанора Клара фон Хоенлое-Нойенщайн (1632 – 1709). Сестра му Филипа Хенриета (1679 – 1751) се омъжва през 1699 г. за нейния брат Лудвиг Крафт фон Насау-Саарбрюкен (1663 – 1713).
Умира на 17 април 1715 година в Лангенбург на 55-годишна възраст.

## Деца
Албрехт Волфганг и София Амалия фон Насау-Саарбрюкен имат децата:
- Елеанора Юлиана (1687 – 1701)
- Фридрих Лудвиг (*/† 1688)
- София Шарлота (1690 – 1691)
- Филип (1692 – 1699)
- Христиана (1693 – 1695)
- Лудвиг (1696 – 1765), първият княз на Хоенлое-Лангенбург, женен на 25 януари 1723 г. за братовчедката си принцеса Елеанора фон Насау-Саарбрюкен (1707 – 1769), дъщеря на граф Лудвиг Крафт фон Насау-Саарбрюкен
- Шарлота (1697 – 1743)
- Христиан (1699 – 1719, Каталония, Испания)
- Албертина (1701 – 1773), омъжена на 4 март 1727 г. за братовчед си княз Филип Хайнрих фон Хоенлое-Ингелфинген (1702 – 1781), син на граф Христиан Крафт фон Хоенлое-Ингелфинген
- София Фридерика (1702 – 1734)
- Хенриета (1704 – 1709)
- Фридрих Карл (1706 – 1718)